# Astelia
Astelia é um género de plantas com flor pertencente à família Asteliaceae que agrupa 25 espécies de plantas perenes bulbosas nativas da Polinésia, das ilhas Falkland, da ilha da Reunião e das ilhas Maurícias.

## Descrição
Os membros deste género ocorrem geralmente nos bosques, pântanos e entre a vegetação alpina baixa, sendo algumas espécies epífitas.

## Taxonomia
O género foi descrito por Joseph Banks e Daniel Solander e publicado por Robert Brown em Prodromus Florae Novae Hollandiae 291. 1810.. A espécie tipo é Astelia alpina  R.Br.

## Especies
- Astelia alpina  R.Br. -  nativa da Austrália[5]
- Astelia australiana  (J.H.Willis) L.B.Moore -  nativa da Austrália[5]
- Astelia banksii A.Cunn. - Nativa da Nova Zelândia[6]
- Astelia chathamica (Skottsb.) L.B.Moore Nativa da Nova Zelândia[6]
- Astelia fragrans Colenso - Nativa da Nova Zelândia[6]
- Astelia grandis Hook.f. ex Kirk - Nativa da Nova Zelândia[6]
- Astelia graminea L.B.Moore - Nativa da Nova Zelândia[6]
- Astelia hemichrysa - nativa da Reunião
- Astelia linearis Hook.f.- Nativa da Nova Zelândia[6]
- Astelia neocaledonica - endémica da Nova Caledónia.[7]
- Astelia nervosa Hook.f.- Nativa da Nova Zelândia[6]
- Astelia nivicola Ckn. ex Cheeseman - Nativa da Nova Zelândia[6]
- Astelia papuana Skottsb.- nativa da Papua Nova Guiné[8]
- Astelia petriei Ckn. - Nativa da Nova Zelândia[6]
- Astelia psychrocharis  F.Muell. - nativa da Austrália[5]
- Astelia raiateensis J.W.Moore - nativa de Papua Nova Guiné[8]
- Astelia skottsbergii L.B.Moore - Nativa da Nova Zelândia[6]
- Astelia solandri A.Cunn. - Nativa da Nova Zelândia[6]
- Astelia subulata (Hook.f.) Cheeseman - Nativa da Nova Zelândia[6]
- Astelia trinervia Kirk - Nativa da Nova Zelândia[6]
- Astelia waialealae Wawra - nativa do Hawaii